# Кућа брвнара у Лоћанама
Кућа брвнара у Лоћанама, недалеко од Дечана, налази се кућа брвнара подигнута највероватније у првој деценији 18. века. На њену старост упућује предање да је прва ватра у манастир Дечане пренета са огњишта ове куће. Кућа брвнара Даниловића представља непокретно културно добро као споменик културе од изузетног значаја.

## Опис
Саграђена је на равном терену, правоугаоне је основе са тремом, четворосливног крова покривеног ћерамидом. Настајала је у фазама, доградњом собе и оставе уз првобитну једноделну брвнару функционално намењену становању људи и смештају стоке. Доградњом, она је преиначена од архаичне равничарске брвнаре у кућу чифчијског типа. Подсећајући функцијом на библијски концепт стана а променом типа на процес претварања раје у чифчије, брвнара Даниловића као најстарија сачувана брвнара у нас представља сведочанство друштвеноисторијских збивања и положаја српског народа на Косову и Метохији, угроженог насиљем инородних, иноверних и агресивних арбанашких дошљака, што је нашло одраза и у поменутом предању као потврди своје старости, односно старости Срба на свом тлу и права на њега.
И поред изузетне споменичке вредности никакви заштитни радови нису предузимани, а у време сукоба на Косову брвнара је спаљена.